# 2008年北京オリンピックのポーランド選手団
2008年北京オリンピックのポーランド選手団（2008ねんペキンオリンピックのポーランドせんしゅだん）は、2008年8月8日から8月24日にかけて中国の北京を主として開催された2008年北京オリンピックのポーランド選手団、およびその競技結果。

## 概要
今大会は金メダル4個、銀メダル5個、銅メダル2個の合計11個のメダルを獲得した。

## メダル
| メダル | 選手名                                                                                        | 競技                 | 種目                     |
| ------ | --------------------------------------------------------------------------------------------- | -------------------- | ------------------------ |
| 金     | トマシュ・マエフスキ                                                                          | 陸上                 | 男子砲丸投               |
| 金     | コンラト・ワシレウスキ マレク・コルボウィッツ ミハル・イエリンスキ アダム・コロル             | ボート               | 男子クオドルプルスカル   |
| 金     | レゼク・ブラニク                                                                              | 体操                 | 男子跳馬                 |
| 金     | シモン・コレチキー                                                                            | ウエイトリフティング | 男子94kg級               |
| 銀     | ピョートル・マラチョフスキ                                                                    | 陸上                 | 男子円盤投               |
| 銀     | ルカシュ・パブロウスキー バルトロミエ・パベルチャク ミロシュ・ベルナタイティス パベル・ランダ | ボート               | 男子軽量級かじなしフォア |
| 銀     | マヤ・ヴウォシュチョヴスカ                                                                    | 自転車               | 女子MTBクロスカントリー  |
| 銀     | ロベルト・アンディエユク トマシュ・モティカ アダム・ウェルチョヒ ラドスラフ・ザウォロトニアク | フェンシング         | 男子エペ団体             |
| 銀     | ベアタ・ミコライチュク アネタ・コニエチュナ                                                   | カヌー               | 女子K2人乗り500m         |
| 銅     | アグニエシュカ・ウェシュチェク                                                                | レスリング           | 女子フリースタイル72kg級 |
| 銅     | マルチン・ドレガ                                                                              | ウエイトリフティング | 男子105kg級              |